# Ракетні війська

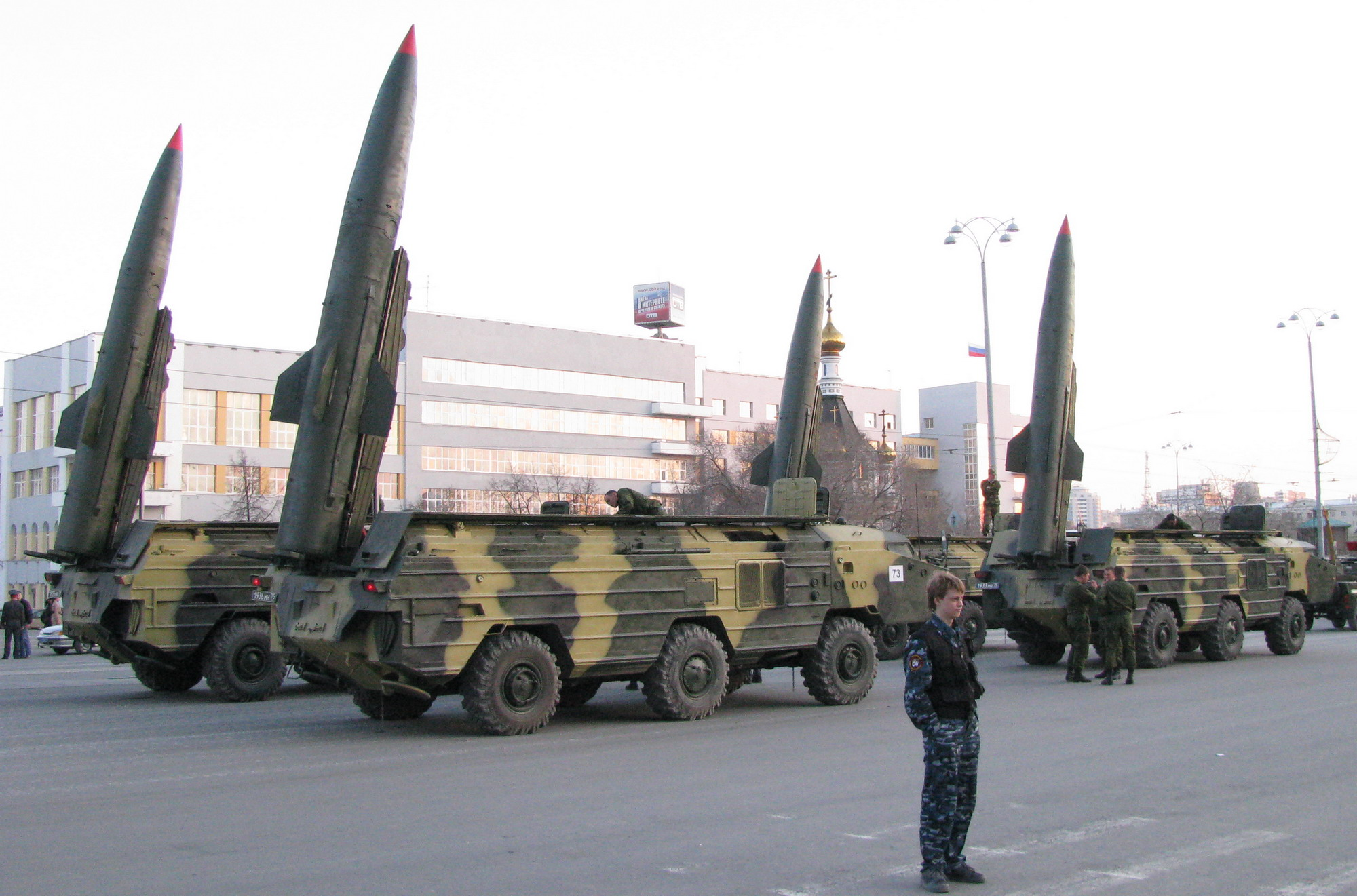
Ракетні комплекси «Точка-У» на репетиції параду в Єкатеринбурзі

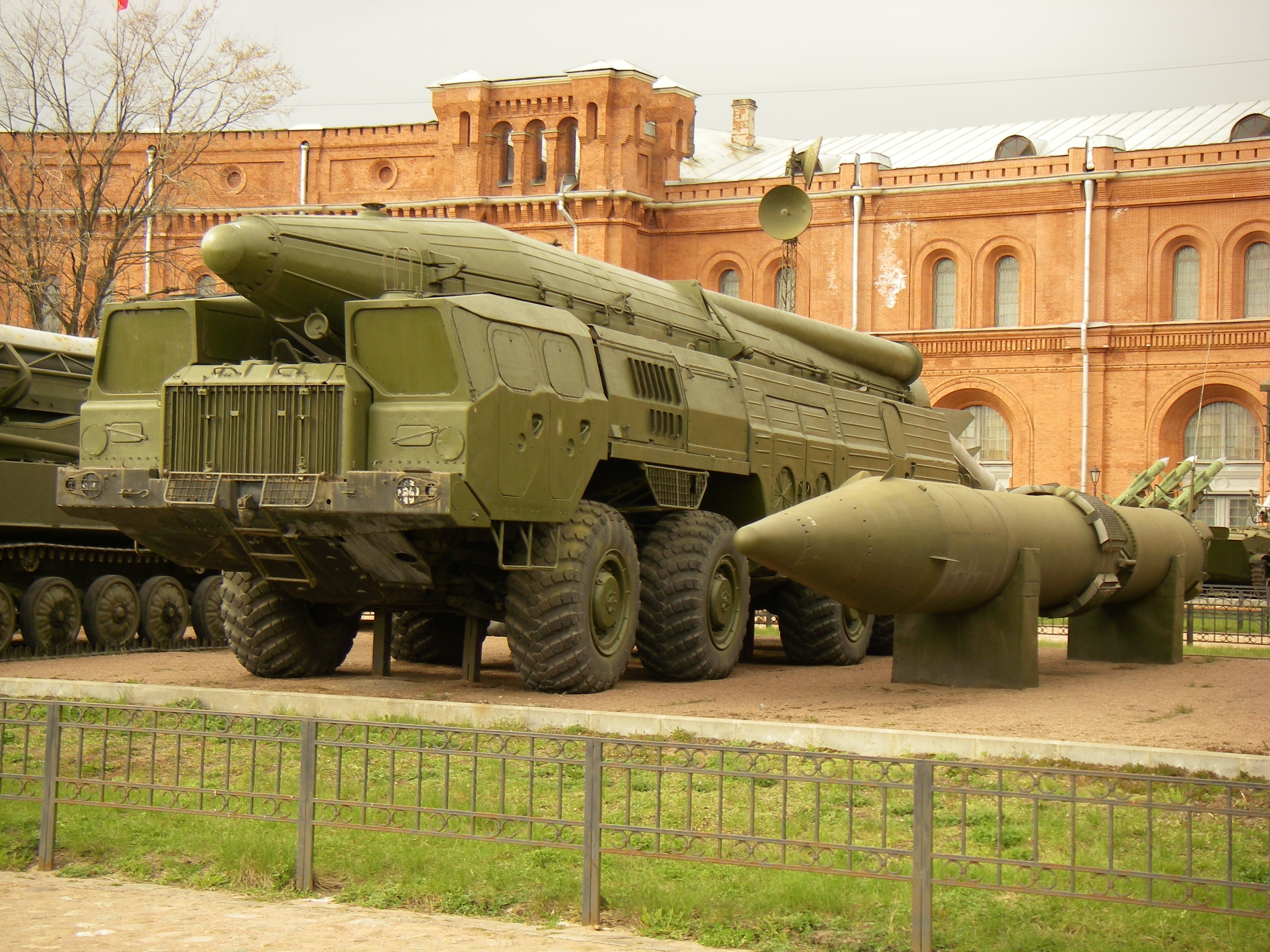
Пускова установка 9П120 з ракетою 9М76 ракетного комплексу 9К76 «Темп-С»

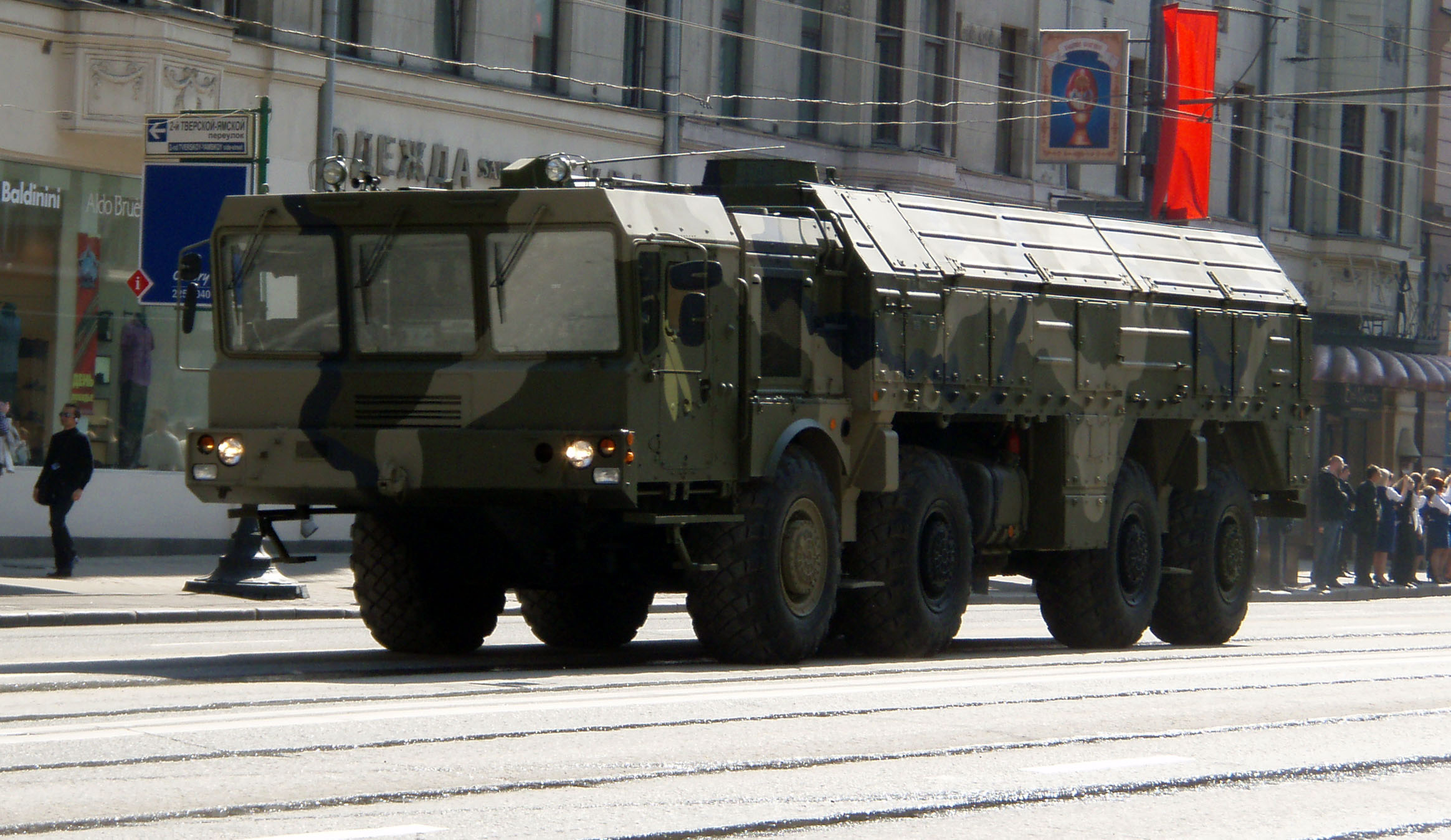
ОТРК Іскандер-М на репетиції Параду Перемоги 2008

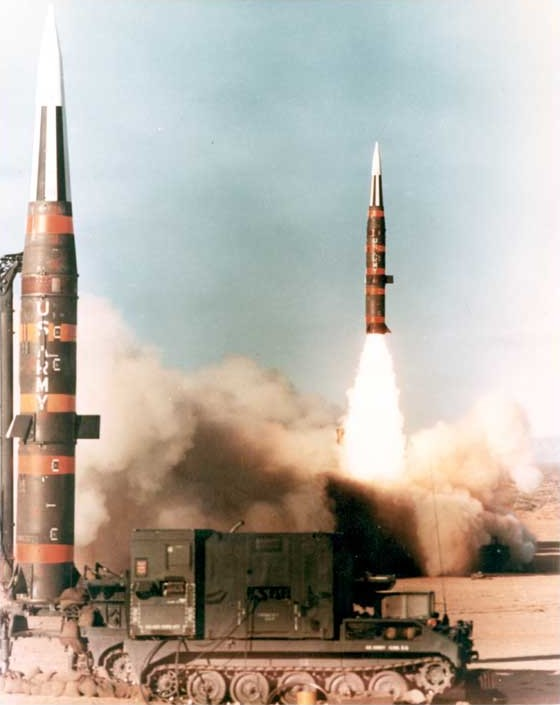
Ракетний комплекс Першінг-1А. 16 лютого 1966. Техас. США

Ракетні війська Сухопутних військ — військові частини й з'єднання, що мають на озброєнні оперативно-тактичні й тактичні ракети. У Збройних Силах деяких країн вони разом з наземною артилерією є родом військ, та називаються ракетними військами й артилерією Сухопутних військ. Складають основу ядерної потуги з'єднань і об'єднань Сухопутних військ. У разі застосування ракет у звичайному спорядженні разом з артилерією й фронтовою авіацією, беруть участь у вогневому ураженні противника.

## Історія
У колишньому СРСР, формування перших ракетних частин у складі Сухопутних військ розпочалося незабаром після Другої світової війни. У 50-х рр. організації цих частин отримала подальший розвиток. Одночасно з вдосконаленням оперативно-тактичних керованих ракет і оснащенням ними ракетних частин, велися роботи зі створення тактичних ракет. У 60-ті на озброєння ракетних частин були прийняті перші розроблені комплекси оперативно-тактичних і тактичних ракет. У цей же час розроблялися теоретичні основи бойового застосування цієї зброї у бою й операції.
Залежно від тактико-технічних характеристик ракет, що знаходяться на озброєнні, ракетні війська сухопутних військ поділяються на частини й з'єднання оперативно-тактичного призначення й частини тактичного призначення. Вони оснащені керованими й некерованими балістичними ракетами. Основні бойові властивості ракетних військ сухопутних військ: велика разюча потужність, висока точність завдавання ударів і надійність ураження противника в межах всієї тактичної і оперативної глибини; незалежність бойового застосування від метеоумов, пори року й доби; можливість широкого маневру ракетними ударами; більша швидкість і висота польоту ракет, що дозволяє успішно долати протидію ППО противника; прихованість підготовки й пуску ракет.
Ракетні війська сухопутних військ можуть виконувати такі основні завдання:
- знищення засобів ядерного нападу, авіації на аеродромах і об'єктів ППО противника;
- ураження основних угруповань його військ, оперативних резервів, пунктів (центрів) управління військами;
- руйнування складів із запасами матеріальних засобів, вузлів комунікацій і інших важливих об'єктів оперативного тилу.

На приморських напрямках вони, крім того, можуть залучатися для ураження ударних сил флоту противника, його морських десантів та військово-морських баз.
Бойові завдання ракетні війська сухопутних військ виконують завдаванням масованих, групових і поодиноких ударів.
У 50- 60-е рр. ракетні частини й з'єднання у складі Сухопутних військ були також створені в США, Великої Британії, Франції, ФРН і Китаї. У більшості армій цих держав ракетні частини й з'єднання, на озброєнні яких знаходяться оперативно-тактичні і тактичні ракети, входять відповідно до складу артилерії РВГК і артилерійських і бронетанкових, механізованих й піхотних дивізії, а також армійських корпусів. За своєю організаційно-штатною структурою ракетні частини й з'єднання мають різноманітні формування.
Так, в армії США існують окремі артилерійські бригади в складі 3 дивізіонів по 36 пускових установок (ПУ) «Першинг-1А» у кожному. До складу груп польової артилерії, призначеної для посилення армій і корпусів, входять окремі ракетні дивізіони керованих ракет «Ланс». З 1977 створюються окремі дивізіони, що мають по 6 ПУ керованих ракет «Ланс», що призначаються для посилення загальновійськових з'єднань. В арміях Великої Британії й Франції існують окремі ракетні (ракетно-гаубичні) полки, на озброєнні яких знаходяться по 4-6 ПУ тактичних ракет. В армії Німеччини є окремі дивізіони керованих тактичних ракет (по 4 ПУ) у корпусах і окремі ракетні дивізіони тактичних ракет (по 4 ПУ) у складі дивізій сухопутних військ; у ВПС, у складі дивізій авіаційної підтримки, є 2 ескадри оперативно-тактичних ракет «Першинг».
Створення ракетних частин і з'єднань в арміях низки країн, значно підвищило бойові можливості й здатність їхніх сухопутних військ вести бій (операцію); вирішувати завдання з більшим розмахом, чим це було у 2-й світовій війні. Для завдавання ударів ракетні війська посідають позиційні райони на різному віддаленні від лінії фронту, залежно від їхніх можливостей і призначення. В позиційних районах вони розгортаються в бойовий порядок, що передбачає: стартові позиції, різні пункти керування й позиції технічних підрозділів.